# Sierra Oeste de Madrid
Según la Guía de Turismo Rural y Activo, editada por la Dirección General de Turismo (Consejería de Cultura y Turismo) de la Comunidad de Madrid, la Sierra Oeste es una de las Comarcas de la Comunidad de Madrid, España.

## Geografía
La Sierra Oeste se sitúa en la parte suroccidental de la Comunidad de Madrid, donde predomina el relieve montañoso que da paso a otras zonas más bajas por las que discurren los ríos Alberche y Perales. La variedad de paisajes, así como el relieve y las especies vegetales que se pueden observar, son muy valiosos ya que esta comarca discurre entre los 500 y 1500 metros de altitud.
Esta comarca informal transcurre entre las últimas estribaciones de la sierra de Guadarrama y las primeras elevaciones de la sierra de Gredos, en el extremo suroeste de la provincia. La vegetación predominante en esta comarca son los bosques de coníferas, cuya especie más destacada es el pino piñonero. En sus laderas también crecen encinas, alcornoques, enebros, melojos y castaños, formando un típico paraje del bosque mediterráneo.
El clima de la Sierra Oeste es mediterráneo continental con rasgos de clima de montaña, con abundantes precipitaciones todo el año menos en verano. Los inviernos suelen ser fríos, con heladas y nevadas ocasionales.

## Municipios de la comarca

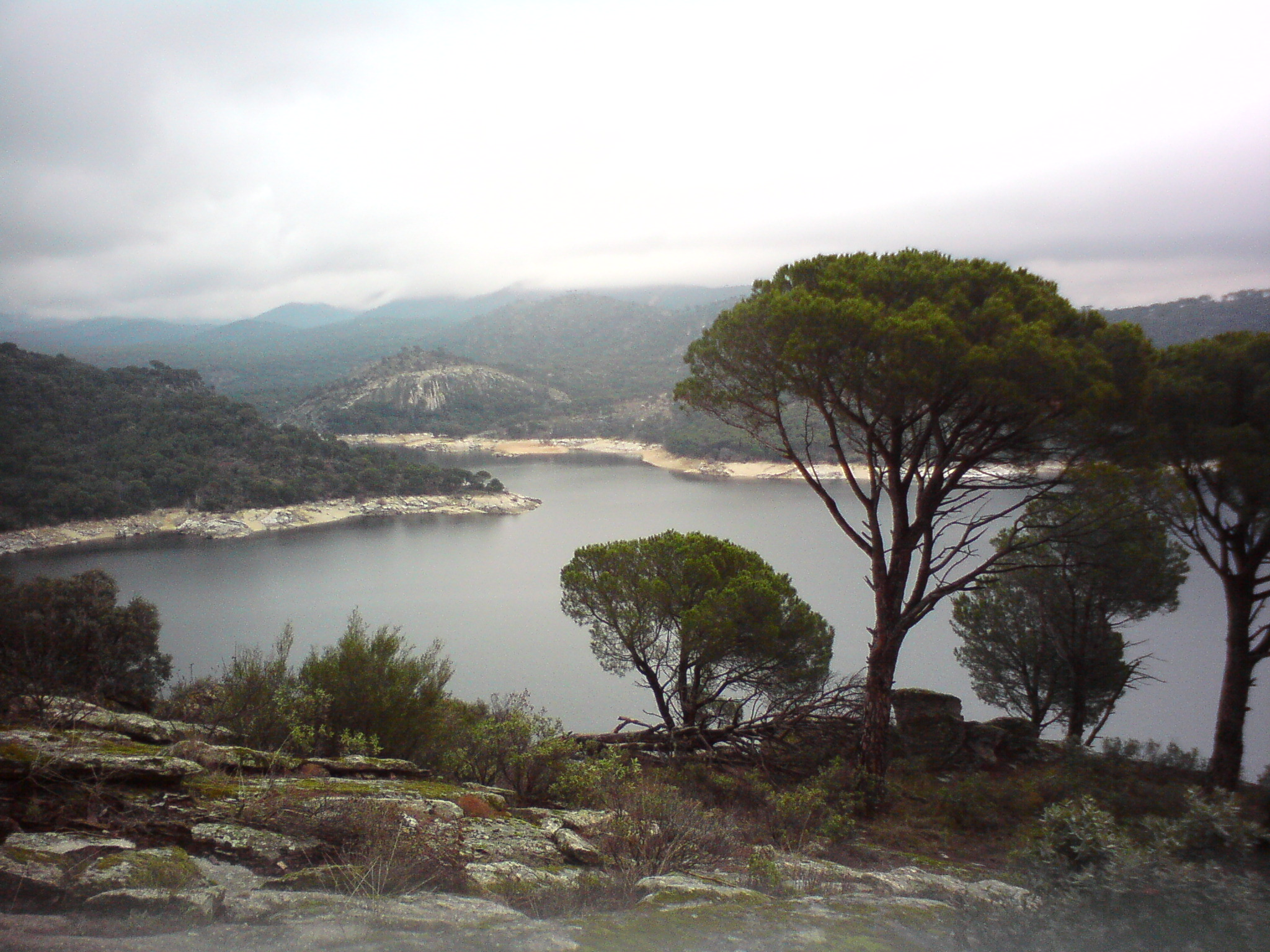
Embalse de San Juan (San Martín de Valdeiglesias).

La comarca está formada por los siguientes municipios, con la superficie en kilómetros cuadrados, y su población en el año 2021:
| Municipio                   | Superficie | Población |
| --------------------------- | ---------- | --------- |
| Total comarca               | 990,77     | 53 524    |
| Aldea del Fresno            | 51,78      | 3085      |
| Cadalso de los Vidrios      | 47,64      | 3203      |
| Cenicientos                 | 67,49      | 2083      |
| Chapinería                  | 25,40      | 2494      |
| Colmenar del Arroyo         | 50,57      | 1875      |
| Fresnedillas de la Oliva    | 28,2       | 1742      |
| Navalagamella               | 76,05      | 2720      |
| Navas del Rey               | 50,78      | 3062      |
| Pelayos de la Presa         | 7,58       | 2827      |
| Robledo de Chavela          | 93,01      | 4479      |
| Rozas de Puerto Real        | 30,15      | 590       |
| San Martín de Valdeiglesias | 115,48     | 8760      |
| Santa María de la Alameda   | 74,41      | 1436      |
| Valdemaqueda                | 52,20      | 789       |
| Villa del Prado             | 78,42      | 6837      |
| Villamanta                  | 63,15      | 2643      |
| Villamantilla               | 23,99      | 1514      |
| Villanueva de Perales       | 31,18      | 1599      |
| Zarzalejo                   | 20,2       | 1786      |